# Giornata internazionale per i diritti dell'infanzia e dell'adolescenza
La giornata mondiale dell'infanzia è una data commemorativa per celebrare ogni anno i diritti dei bambini e degli adolescenti, che varia da paese a paese. Istituita per la prima volta nel 1954 come Giornata universale dell'infanzia, viene festeggiata il 20 novembre per commemorare la Dichiarazione dei diritti del fanciullo approvata durante l'Assemblea generale delle Nazioni Unite il 20 novembre 1959. È inoltre la data in cui, nel 1989, le Nazioni Unite adottarono la Convenzione sui diritti dell'infanzia.
Un primo strumento nella direzione dei diritti del bambino fu la "Convenzione sull'età minima" adottata dalla "Conferenza internazionale del lavoro" nel 1919. Ma la prima vera attestazione avviene nel 1924 con la Dichiarazione di Ginevra durante la "Conferenza mondiale sul benessere dei bambini", quando la quinta assemblea generale della Società delle Nazioni ratificò la "Dichiarazione dei diritti del bambino". Dal 1950, la giornata si celebra il 1º giugno nella maggior parte dei paesi ex-comunisti e postcomunisti.
Tutti i paesi del mondo (ad oggi sono vincolati giuridicamente alla Convenzione 196 Stati), ad eccezione degli Stati Uniti, hanno ratificato questa Convenzione. La Convenzione è stata ratificata dall'Italia il 27 maggio 1991 con la legge n. 176. L'ultimo paese ad aver ratificato la convenzione è stato la Somalia.
La Convenzione è uno strumento giuridico e un riferimento a ogni sforzo compiuto in cinquant'anni di difesa dei diritti dei bambini; è composta da 54 articoli.
Il tema della Giornata Mondiale dell'Infanzia per il 2023 è "Per ogni bambino, ogni diritto"
Questa giornata serve a ricordare l'impegno inderogabile di garantire che tutti i bambini, indipendentemente dal loro background, abbiano l'opportunità di crescere e raggiungere il loro pieno potenziale. È un giorno per celebrare le conquiste dei bambini e per difendere i loro diritti, la loro dignità e la loro nobiltà.